# Кіпр на зимових Олімпійських іграх 1998
Кіпр на зимових Олімпійських іграх 1998 у Нагано (Японія), була представлена 1 спортсменом в 1 виді спорту — гірськолижний спорт. Прапороносцем на церемонії відкриття Олімпіади був єдиний представник країни Андреас Васілі.
Країна ушосте взяла участь в зимових Олімпійських іграх. Кіпріотські спортсмени не здобули жодної медалі.

## Спортсмени
| Вид спорту          | Чоловіки | Жінки | Всього |
| ------------------- | -------- | ----- | ------ |
| Гірськолижний спорт | 1        | 0     | 1      |
| Усього              | 1        | 0     | 1      |

## Гірськолижний спорт
| Спортсмен      | Дисципліна       | Спуск 1      | Спуск 1 | Спуск 2 | Спуск 2 | Разом | Разом | Разом |
| Спортсмен      | Дисципліна       | Час          | Місце   | Час     | Місце   | Час   | Місце |       |
| -------------- | ---------------- | ------------ | ------- | ------- | ------- | ----- | ----- | ----- |
| Андреас Васілі | слалом, чоловіки | не фінішував | —       | —       | —       | —     | —     |       |